# École supérieure de pédagogie
Des établissements d'enseignement supérieur dénommés écoles supérieures de pédagogie existent ou ont existé dans différents pays, notamment :

## En Allemagne (Pädagogische Hochschule)
Les écoles supérieures de pédagogie (Pädagogische Hochschule) n’existent plus en tant que telles que dans le Bade-Wurtemberg. Dans tous les autres Länder, les anciennes PH sont devenues des facultés rattachées aux universités.
- École supérieure de pédagogie de Fribourg-en-Brisgau (qui traduit son nom en français comme Université des sciences de l'éducation de Fribourg[2])
- École supérieure de pédagogie de Karlsruhe
- École supérieure de pédagogie de Heidelberg
- École supérieure de pédagogie de Ludwigsburg
- École supérieure de pédagogie de Weingarten
- École supérieure de pédagogie de Schwäbisch Gmünd
- École supérieure de pédagogie de Kiel
- École supérieure de pédagogie « Karl Liebknecht » de Potsdam (Pädagogische Hochschule Karl Liebknecht Potsdam), aujourd'hui Université de Potsdam

## en Autriche (Pädagogische Hochschule)
Liste détaillée sur Wikipedia en allemand : Pädagogische Hochschule.

## en Belgique
- École supérieure de pédagogie de Bruxelles-Brabant wallon[3]
- École supérieure de pédagogie du Luxembourg (ESPL)[4]

## en Pologne (Wyższa Szkoła Pedagogiczna)
Établissements publics (créés entre 1946 et 1974)
- École supérieure de pédagogie de Cracovie, devenue École supérieure de pédagogie « Commission de l'Éducation nationale », puis Académie de pédagogie « Commission de l'Éducation nationale », actuellement Université de pédagogie « Commission de l'Éducation nationale » de Cracovie, fondée en 1946[5]
- École supérieure de pédagogie de Poméranie, devenue Académie de pédagogie de Słupsk (Pomorska Akademia Pedagogiczna puis Akademia Pomorska w Słupsku), fondée en 1962
- École supérieure de pédagogie de Kielce, devenue Académie de la voïvodie de Sainte-Croix, puis Université Jan Kochanowski de Kielce (Akademia Świętokrzyska, aujourd'hui Uniwersytet Jana Kochanowskiego w Kielcach, fondée en 1973
- École supérieure de pédagogie de Bydgoszcz, devenue Académie Casimir le Grand de Bydgoszcz et aujourd'hui Université Casimir Le Grand de Bydgoszcz Akademia Bydgoska im. Kazimierza Wielkiego, Uniwersytet Kazimierza Wielkiego w Bydgoszczy, fondée en 1974
- École supérieure de pédagogie de Siedlce, devenue École supérieure de pédagogie et d'agriculture puis Académie de Podlachie et aujourd'hui Université de sciences naturelles et humaines de Siedlce (en polonais Wyższa Szkoła Rolniczo-Pedagogiczna w Siedlcach, puis Akademia Podlaska w Siedlcach), depuis 2010 Uniwersytet Przyrodniczo-Humanistyczny w Siedlcach, fondée en 1974
- École supérieure de pédagogie de Częstochowa, devenue Académie « Jan Długosz » de Częstochowa (Akademia im. Jana Długosza w Częstochowie), fondée en 1971 ayant pris ce nom en 1974
- École supérieure de pédagogie d'Olsztyn aujourd'hui intégrée à l'Université de Varmie et Mazurie d'Olsztyn (Uniwersytet Warmińsko-Mazurski), fondée en 1974
- École supérieure de pédagogie de Wrocław, transférée en 1954 à Opole, aujourd'hui Université d'Opole, fondée en 1950
- École supérieure de pédagogie « Tadeusz Kotarbiński » de Zielona Góra (Wyższa Szkoła Pedagogiczna im. Tadeusza Kotarbińskiego w Zielonej Górze), aujourd'hui Université de Zielona Góra, fondée en 1973
- École supérieure de pédagogie de Gdańsk, aujourd'hui intégrée dans l'Université de Gdańsk, fondée en 1946
- École supérieure de pédagogie de Szczecin, aujourd'hui intégrée à l'Université de Szczecin, fondée en 1973
- École supérieure de pédagogie de Rzeszów, aujourd'hui intégrée à l'Université de Rzeszów, fondée en 1965

Établissements privés (créés depuis 1995)
- École supérieure de pédagogie « Cardinal August Hlond » de Haute-Silésie à Mysłowice (Górnośląska Wyższa Szkoła Pedagogiczna imienia Kardynała Augusta Hlonda w Mysłowicach), établissement privé fondé en 1995
- École supérieure de pédagogie de Łódź (Wyższa Szkoła Pedagogiczna w Łodzi), établissement privé fondé en 2003

## en Suisse
- cf. haute école pédagogique, nom utilisé dans certains cantons comme équivalent à l'allemand Pädagogische Hochschule